# Chromolucuma
Chromolucuma är ett släkte av tvåhjärtbladiga växter. Chromolucuma ingår i familjen Sapotaceae.
Kladogram enligt Catalogue of Life:
| Chromolucuma | \| \| Chromolucuma baehniana \| \| \| \| \| \| Chromolucuma rubriflora \| \| \| \| |
|              | \| \| Chromolucuma baehniana \| \| \| \| \| \| Chromolucuma rubriflora \| \| \| \| |
|              | Chromolucuma baehniana                                                             |
|              |                                                                                    |
|              | Chromolucuma rubriflora                                                            |
|              |                                                                                    |